# MPD (Programmiersprache)
MPD ist eine Programmiersprache, erstellt für die parallele Programmierung, deren Syntax im Buch Foundations of Multithreaded, Parallel, and Distributed Programming (dessen Titel auch Namensgeber der Sprache war) vorgestellt wird. Der Name beschreibt auch zugleich die von ihr unterstützten Techniken der parallelen Programmierung.
MPD ist als eine Variante von SR (Programmiersprache) implementiert.
MPD-Programme können auf Einzelprozessoren, Shared-Memory-Multiprozessoren oder auf Clustern gleichartiger Prozessoren ausgeführt werden. Es wird eine Vielzahl an Prozessoren und Unix-Systemen unterstützt.